# حرشفيات غمدية
الحرشفيات الغمدية (الاسم العلمي: Coelolepida) هي أصنوفة من الحشرات تتبع مجموعة متغايرات العروق من رتبة حرشفيات الأجنحة.

## التصنيف
- حرشفيات غمدية
  - دون رتبة عثيات الشمس العتيقة
  - دون رتبة عثيات عرفية التاج
  - عضليات الخرطوم
    - دون رتبة عثيات الجرس القديم
      - فوق فصيلة عثث الجرس القديم وأشباهها
        - فصيلة عثث الجرس القديم
          - جنس عثة الجرس القديم

    - حرشفيات الأجنحة الحديثة
      - دون رتبة خارجيات المسم
        - عثث نيوزيلندا البدائية
        - عثث شبحية وأشباهها
          - عثث شبحية
            - عث الشبح

      - دون رتبة متغايرات العروق
        - فوق فصيلة الفراشات الحقيقية
        - فوق فصيلة السوسيات الفراشية وأشباهها
        - فوق فصيلة العثث منحنية القرن
        - فوق فصيلة سليلات وأشباهها
        - فوق فصيلة عثث حريرية وأشباهها
        - حرشفيات الأجنحة الحقيقية
          - ثنائيات المسم
            - ثنائيات المسم المنفصلة
              - مكبلات الأطراف
                - فوق فصيلة كثيرات الريش

          - أحاديات المسم